# Provinz Lunda Norte
Lunda Norte ist eine Provinz des afrikanischen Staates Angola. Sie hat rund 1 Mio. Einwohner (Schätzung 2019) auf einer Fläche von 102.782 km². Die Hauptstadt der Provinz ist Dundo.

## Geografie
Die Provinz Lunda Norte liegt im äußersten Nordosten Angolas, etwa 500 km östlich der Hauptstadt Luanda. Sie grenzt im Norden und Osten an die Demokratische Republik Kongo, im Süden an die Provinz Lunda Sul sowie im Westen an die Provinz Malanje. 
Kleine Gebiete im Norden und Westen der Provinz sind mit Feuchtsavanne bedeckt, der größte Teil des Gebietes zählt jedoch zur Trockensavanne. Lediglich im Flusstal des Cassai finden sich noch Reste tropischen Regenwaldes. Die größten Flüsse sind Cuango im Westen, Cuilo im Zentrum und Cassai im Osten der Provinz.

## Geschichte
Der frühere Kolonialdistrikt Lunda wurde am 13. Juli 1895 von der Portugiesischen Kolonialverwaltung in die neuen Distrikte Lunda Norte und Lunda Sul geteilt. Am 4. Juli 1978 wurde auch der Distrikt Lunda Norte in Provinz Lunda Norte umbenannt. Hauptstadt blieb Lucapa, bis 2013 Dundo Regierungssitz der Provinz wurde.

## Verwaltung
Die Provinz Lunda Norte teilt sich in neun Kreise (Municípios) auf, die sich weiter in 25 Gemeinden (Comunas) gliedern. Hauptstadt der Provinz ist seit 2013 Dundo (zuvor Lucapa). Die Volkszählung 2014 ergab 862.566 Einwohner, die Schätzung für 2019 beträgt 1.001.000 Einwohner.
Die Kreise der Provinz Lunda Norte:
- Cambulo
- Capenda Camulemba
- Caungula
- Chitato
- Cuango
- Cuílo
- Lubalo
- Lucapa
- Xá Muteba

## Wirtschaft
Eines der wichtigsten Landwirtschaftsprodukte in Lunda Norte ist Baumwolle, die vor allem in den Tälern von Cuango und Cuilo angebaut wird. Darüber hinaus werden Reis, Mais und Cassava für den Eigenbedarf produziert. Die Provinz ist reich an Diamantvorkommen. Die wichtigsten liegen um Canzar im äußersten Nordosten sowie bei Lucapa. Im letzteren Gebiet werden auch häufiger einzelne Diamanten über 100 Karat gefunden. Der größte jemals entdeckte Diamant in Angola von 404 Karat mit einem Wert von rund 18 Millionen Euro wurde im Februar 2016 ebenfalls dort gefunden.
Im Jahr 2016 gab es in Lunda Norte 10 Projekte, bei denen Diamanten industriell abgebaut wurden. Diese beschäftigten 3334 Arbeiter. Im gleichen Jahr vergab die Regierung weitere 301 Lizenzen an Kooperativen von jeweils einem Hektar Land zur halbindustriellen und handwerklichen Exploration von Diamanten, in denen 2434 junge Angolaner organisiert sind, um die Armut in der Provinz zu bekämpfen. Seit Jahrzehnten werden dort Diamanten unter informellen Verhältnissen von sogenannten Garimpeiros abgebaut, die zum größten Teil aus der Demokratischen Republik Kongo stammen. Die dadurch eingetretene Umweltzerstörung ist vielfältig. Mit der „Operation Transparenz“ geht die Regierung seit 2017 dagegen vor.
Nach einer Stellungnahme des Auswärtigen Amtes der Bundesregierung führe der industrielle und informelle Rohstoffabbau in den Provinzen Lunda Norte und Lunda Sul zu signifikanten Menschenrechtsverletzungen in den betroffenen Regionen.
Die Hauptverbindungsstraße von Luanda nach Lubumbashi im Copperbelt durchquert die Provinz im westlichen Teil.